# Championnats d'Europe de gymnastique acrobatique 1999
Navigation
Édition précédente Édition suivante
Les championnats d'Europe de gymnastique acrobatique 1999, dix-neuvième édition des championnats d'Europe de gymnastique acrobatique, ont eu lieu en 1999 à Zielona Góra, en Pologne.

## Podiums
| Épreuves                      | Or                                                                           | Argent                                                                          | Bronze                                                                          |
| ----------------------------- | ---------------------------------------------------------------------------- | ------------------------------------------------------------------------------- | ------------------------------------------------------------------------------- |
| Duo masculin                  |                                                                              |                                                                                 |                                                                                 |
| Général résultats détaillés   | Bulgarie Radoctin Nikolov Anton Ivanov                                       | Biélorussie Aliaksei Liubezny Anatoli Baravikou                                 | Royaume-Uni Martyn Smith Mark Flores                                            |
| Statique résultats détaillés  | Russie Alexei Anikin Sergei Batrakov                                         | Royaume-Uni Martyn Smith Mark Flores                                            | Ukraine Alejksey Snarskly Vladimir Tatarchuk                                    |
| Dynamique résultats détaillés | Russie Alexei Anikin Sergei Batrakov                                         | Bulgarie Radoctin Nikolov Anton Ivanov                                          | Biélorussie Aliaksei Liubezny Anatoli Baravikou                                 |
| Duo féminin                   |                                                                              |                                                                                 |                                                                                 |
| Général résultats détaillés   | Russie Lioudmila Roubtsova Olga Pegarkova                                    | Ukraine Lidiya Klokova Nataliya Kozaluk                                         | Belgique Katrien Croubels Tine Dewaele                                          |
| Statique résultats détaillés  | Russie Lioudmila Roubtsova Olga Pegarkova                                    | Pologne Brygida Sakowska Katarzyna Wojturska                                    | Royaume-Uni Joanne Greggs Sharlene Slater                                       |
| Dynamique résultats détaillés | Russie Lioudmila Roubtsova Olga Pegarkova                                    | Biélorussie Olga Jitko Alesia Tyletskaya                                        | Ukraine Lidiya Klokova Nataliya Kozaluk                                         |
| Duo mixte                     |                                                                              |                                                                                 |                                                                                 |
| Général résultats détaillés   | Russie Polina Lymareva Andrei Jakovlew                                       | Bulgarie Ivaylo Katzov Nona Guecheva                                            | Ukraine Valeriya Ponomaryova Vasiliy Besha                                      |
| Statique résultats détaillés  | Russie Polina Lymareva Andrei Jakovlew                                       | Bulgarie Ivaylo Katzov Nona Guecheva                                            | Ukraine Valeriya Ponomaryova Vasiliy Besha                                      |
| Dynamique résultats détaillés | Russie Polina Lymareva Andrei Jakovlew                                       | Ukraine Valeriya Ponomaryova Vasiliy Besha                                      | Bulgarie Ivaylo Katzov Nona Guecheva                                            |
| Quatuor masculin              |                                                                              |                                                                                 |                                                                                 |
| Général résultats détaillés   | Ukraine Yuriy Ovsyannikov Sergey Ovsyannikov Ruslan Kiyanitsa Valeriy Luchko | Biélorussie Vladimir Malutin Denis Moskalenko Ruslan Zaletski Aleksei Buiniakov | Russie Alexsei Sherbakov Vadim Galkin Alexei Ermishkin Nikolai Kyzminov         |
| Statique résultats détaillés  | Ukraine Yuriy Ovsyannikov Sergey Ovsyannikov Ruslan Kiyanitsa Valeriy Luchko | Russie Alexsei Sherbakov Vadim Galkin Alexei Ermishkin Nikolai Kyzminov         | Biélorussie Vladimir Malutin Denis Moskalenko Ruslan Zaletski Aleksei Buiniakov |
| Dynamique résultats détaillés | Russie Alexsei Sherbakov Vadim Galkin Alexei Ermishkin Nikolai Kyzminov      | Ukraine Yuriy Ovsyannikov Sergey Ovsyannikov Ruslan Kiyanitsa Valeriy Luchko    | Biélorussie Vladimir Malutin Denis Moskalenko Ruslan Zaletski Aleksei Buiniakov |
| Trio féminin                  |                                                                              |                                                                                 |                                                                                 |
| Général résultats détaillés   | Russie Nadejda Koudriavtseva Tatiana Frolova Tatiana Antsupova               | Ukraine Alla Kovposha Yelena Kosenko Anna Demidenko                             | Biélorussie Anastasia Dudarevich Olga Laptik Anna Karchevskaya                  |
| Statique résultats détaillés  | Ukraine Alla Kovposha Yelena Kosenko Anna Demidenko                          | Russie Nadejda Koudriavtseva Tatiana Frolova Tatiana Antsupova                  | Royaume-Uni Katie Lawton Lindsey Peters Megan Smith                             |
| Dynamique résultats détaillés | Russie Nadejda Koudriavtseva Tatiana Frolova Tatiana Antsupova               | Biélorussie Anastasia Dudarevich Olga Laptik Anna Karchevskaya                  | Pologne Katarzyna Majewska Katarzyna Sawicka Natalia Balcerowska                |

## Tableau des médailles
| Rang  | Nation      | Or | Argent | Bronze | Total |
| ----- | ----------- | -- | ------ | ------ | ----- |
| 1     | Russie      | 11 | 2      | 1      | 14    |
| 2     | Ukraine     | 3  | 4      | 4      | 11    |
| 3     | Bulgarie    | 1  | 3      | 1      | 5     |
| 4     | Biélorussie | 0  | 4      | 4      | 8     |
| 5     | Royaume-Uni | 0  | 1      | 3      | 4     |
| 6     | Pologne     | 0  | 1      | 1      | 2     |
| 7     | Belgique    | 0  | 0      | 1      | 1     |
| Total | Total       | 15 | 15     | 15     | 45    |